# District de Petauke

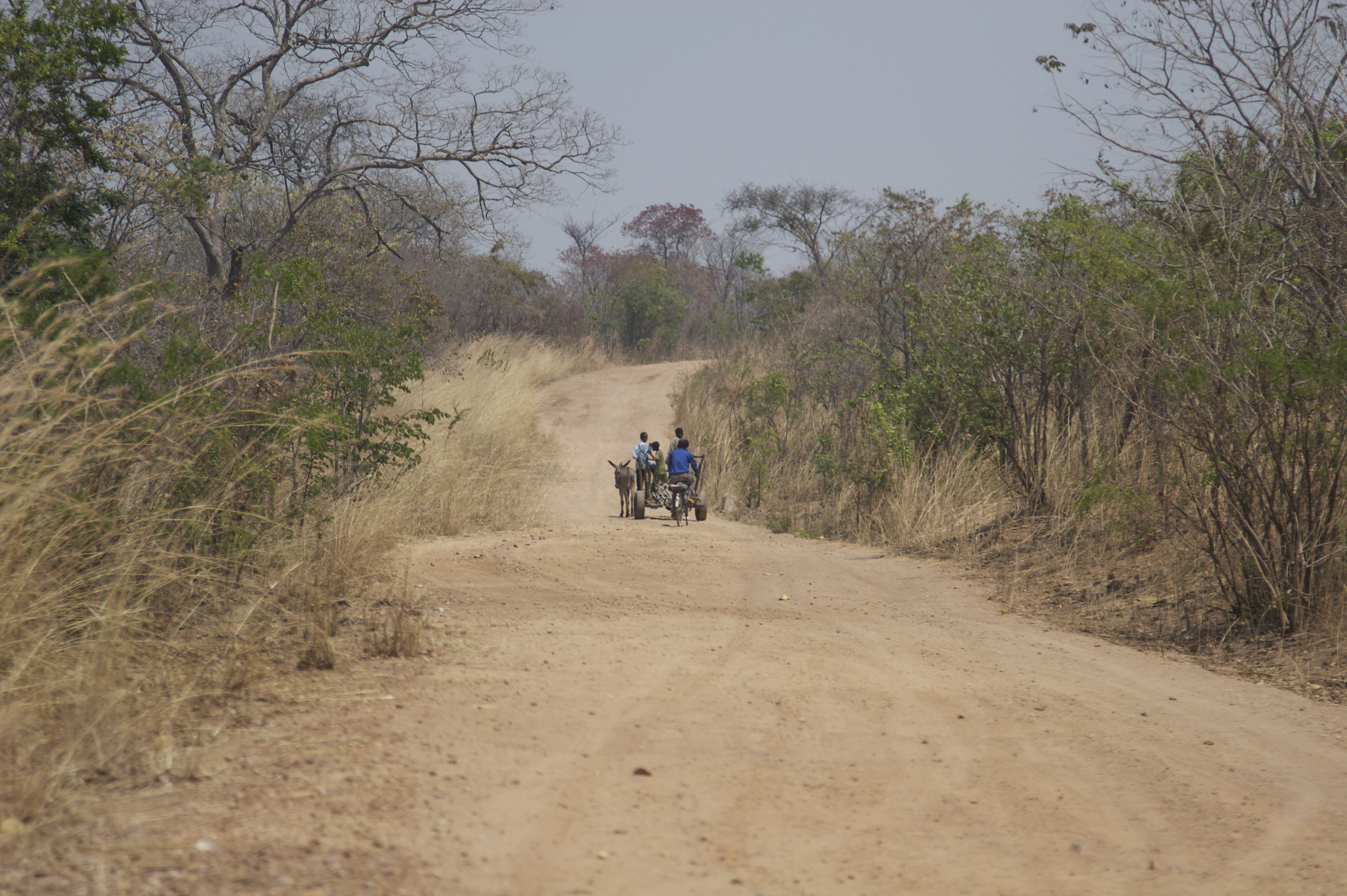

Le district de Petauke est un district de Zambie, situé dans la Province Orientale. Sa capitale se situe à Petauke. Selon le recensement zambien de 2000, le district a une population de 235 879 personnes.